# 리카르도 보필
리카르도 보필 레비(Ricardo Bofill Levi, 1939년 12월 5일~2022년 1월 14일)는 스페인의 건축가이다. 바르셀로나에서 카탈루냐계 아버지와 이탈리아 유대인 어머니 사이에서 태어났다. 바르셀로나의 건축 학교에서 수학한 뒤 후에 제네바에서 공부를 마쳤다.
보필은 세계적으로도 포스트모던 건축을 대표하는 건축가에 꼽힌다. 1983년 그래햄 재단으로부터 감사패를 수여받았으며 시카고에서 강의를 하기도 했다.
보필은 1973년에 바르셀로나 인근 산 후스트 데스베른에 있는 폐 시멘트 공장을 매입하여 2년 간의 보수 공사를 거쳐 1975년에 자신의 집인 라 파브리카(La Fábrica)를 만든 것으로 유명하다. 또, 그는 1963년 리카르도 보필 건축사무소를 설립하여 세계 건축 및 도시 디자인의 선도적인 회사로 발전시켰다.

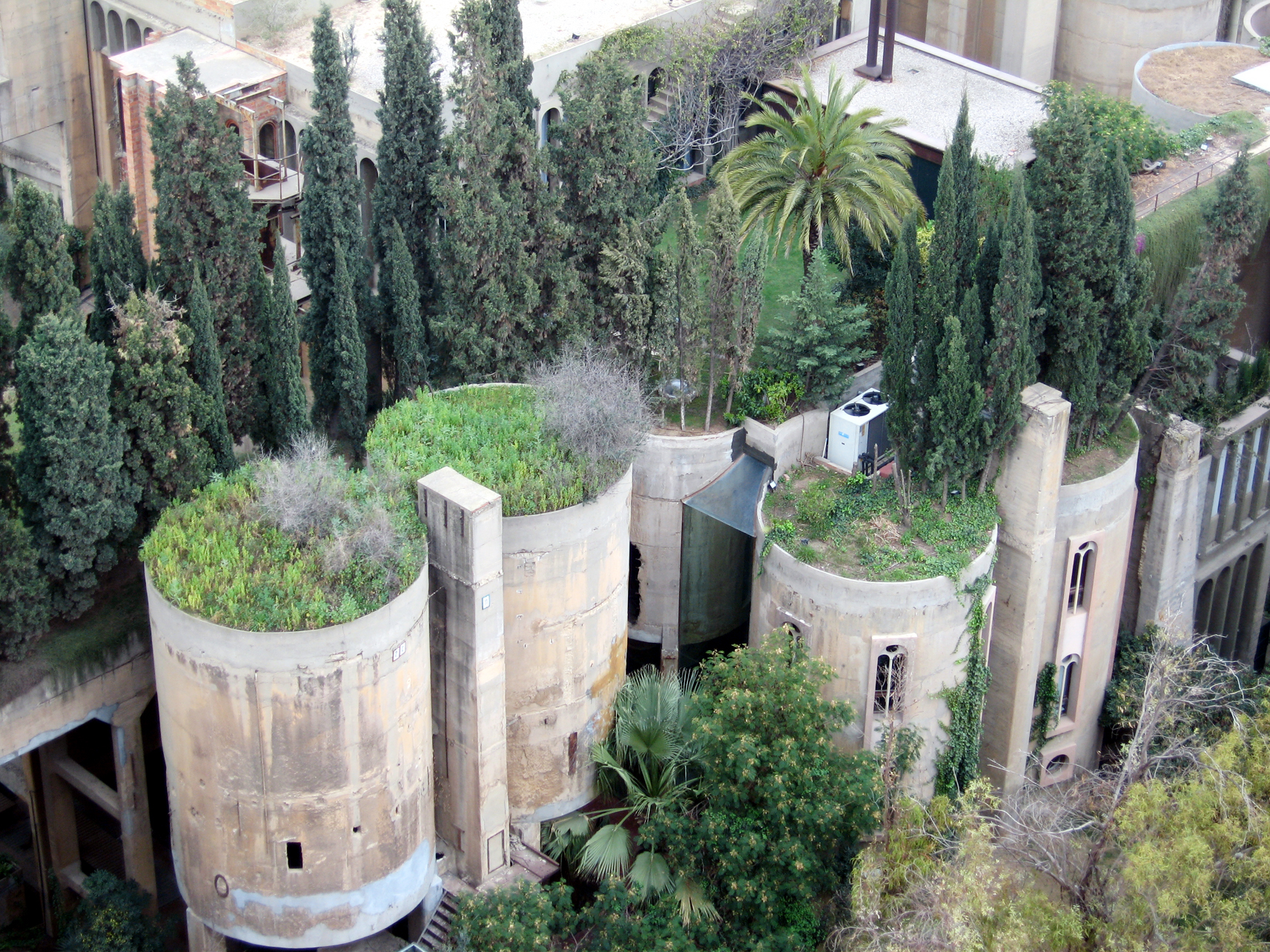
산 후스트 데스베른에 위치한 라 파브리카(La Fábrica)

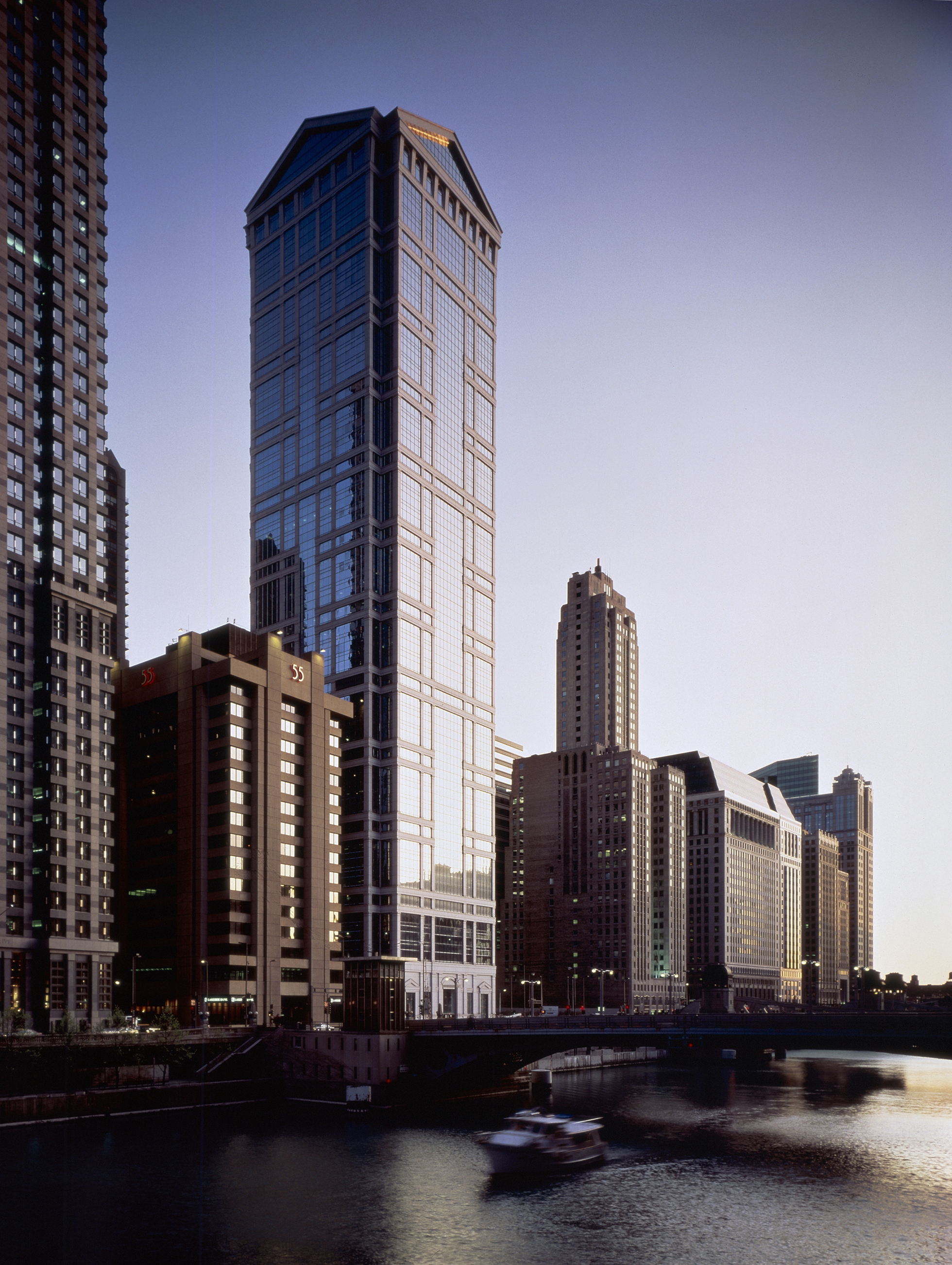

1962년 이탈리아의 배우 세레나 버게노(Serena Vergano)를 만나 결혼하였으며 1965년에 아들 리카르도 에밀리오 보필(Ricardo Emilio Bofill)을 낳았다. 리카르도 에밀리오 보필 또한 아버지를 따라 스페인의 유명한 건축가가 되었다. 후에 세레나 버게노와는 이혼했다. 보필은 프랑스의 예술가인 Annabelle d'Huart를 만나 1980년 파리에서 아들 파블로 보필(Pablo Bofill)을 낳았다. 현재 파블로 보필은 건축회사를 운영하고 있다.
2022년 1월 14일 코로나19 합병증으로 사망했다.

## 작품
- 의회 센터(Congress Centre, 2009): 러시아
- 바르셀로나 국제공항 제2터미널(2006) : 스페인, 바르셀로나
- 크리스털 카를린(2001) : 체코, 프라하
- 코르소(2000) : 체코, 프라하 (Photo)
- 카사블랑카 쌍둥이센터(1998) : 모로코 카사블랑카
- Le Capitole (1996) : 프랑스 몽펠리에
- 아스날 콘서트홀 내부 공사 (1989) : 프랑스 메스
- 앙티곤 골든 플라자 (Place du Nombre d'Or, 1984)
- Port Marianne (1986-1990) : 프랑스 몽펠리에
- The Lake Temples (1986) : Saint-Quentin-en-Yvelines, France.
- 벨베데레 쌩 크리스토피 (Belvedere Saint Christophe, 1985) : 프랑스 세르기 퐁트와즈
- Les Echelles du Baroque (1985) : 프랑스 파리
- The Lake Arcades and the Viaduct (1982)
- The Spaces of Abraxas (1982) : 프랑스 Marne La Vallée
- 보필스 베이지 (Bofills Båge) : 스웨덴 스톡홀름
- Santuari de Meritxell(1976) : 안도라 카니요
- 라 파브리카 (리카르도 보필 건축사무소(영어판) 또는 RBTA,1975) : 스페인 바르셀로나
- El Sargazo Apartments (1962)

## 같이 보기
- 비토리오 그레고티
- 리온 크리어
- 뉴어버니즘